# رولاند هيل
السير رولاند هيل (بالإنجليزية: Rowland Hill) (ديسمبر 1795 - 27 أغسطس 1879) الحائز على زمالة الجمعية الملكية ولقب قائد الفرسان، كان مدرسًا ومخترعًا ومصلحًا اجتماعيًا إنجليزيًا. قام هيل بحملة تهدف إلى إصلاح شامل للنظام البريدي، على أساس نظام البنسات البريدي الموحد وحل الدفع المسبق الذي سيسهل النقل الآمن والسريع والرخيص للرسائل. عمل هيل لاحقًا كمسؤول بريد حكومي ويُنسب إليه الفضل في إنشاء المفاهيم الأساسية للخدمة البريدية الحديثة، بما في ذلك اختراع طابع البريد.
اعتقد هيل أن انخفاض كلفة إرسال الرسائل سيجعل الناس، بما في ذلك الطبقات الأكثر فقرًا، يرسلون المزيد منهم، وبالتالي فإن الأرباح سترتفع في النهاية. بعد اقتراح الطابع اللاصق (بيني بلاك) الذي يعبر عن الدفع المسبق للبريد في عام 1840، وهو العام الأول لبيني بوست، زاد عدد الرسائل المرسلة في المملكة المتحدة لأكثر من الضعف. في غضون 10 سنوات، تضاعف العدد مرة أخرى. في غضون ثلاث سنوات، انتشرت طوابع البريد في سويسرا والبرازيل، وبعد ذلك بقليل في الولايات المتحدة، وبحلول عام 1860، كانت موجودة في 90 دولة.

## الإصلاح التعليمي

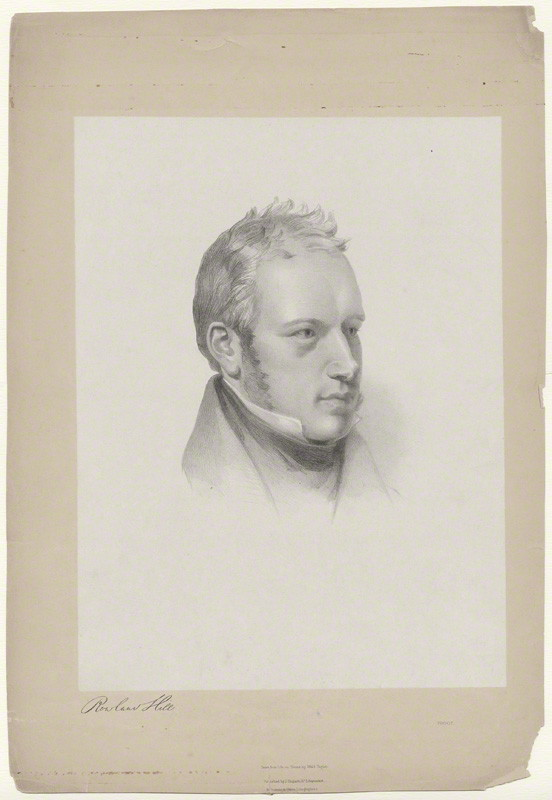
السير رولاند هيل، منتصف القرن التاسع عشر.

في عام 1819، نقل مدرسة والده هيل توب من وسط برمنغهام، حيث أسس مدرسة هازلوود في إيدجباستون، وهي منطقة ثرية في برمنغهام، باعتبارها انعكاسًا تعليميًا لأفكار بريستلي. كان على هازلوود  توفير نموذج للتعليم العام للطبقات المتوسطة الناشئة، بهدف التعليم المفيد المتمحور حول التلميذ؛ الأمر الذي سيوفر ما يكفي من المعرفة والمهارات والفهم، مما يسمح للطالب بمواصلة التعليم الذاتي عبر حياة تحقق « فائدة أكثر للمجتمع وسعادة أكثر للشخص». احتوت المدرسة التي صممها هيل، على بعض الأفكار الجديدة مثل مختبر العلوم وحمام السباحة وتدفئة الهواء. في خططه المستمدة من التجربة للتعليم الحكومي والليبرالي للأولاد بأعداد كبيرة (1822، غالبًا ما يُشار إليه بالتعليم العام) جادل بأن اللطف بدلًا من الضرب بالعصا، والتأثير الأخلاقي بدلًا من الخوف، يجب أن تكون القوى المسيطرة على الانضباط في المدرسة. كانت العلوم مادة إلزامية، وحكم الطلاب أنفسهم بشكل ذاتي.
حازت هازلوود على اهتمام دولي عندما زار قائد التعليم الفرنسي ورئيس التحرير مارك أنطوان جوليان، السكرتير السابق لماكسميليان روبسبيار، إذ كتب عن المدرسة في مجلته ريفيو إنسيكلوبيديك في عدد يونيو 1823. بالإضافة إلى ذلك، نقل جوليان ابنه هناك. أثارت هازلوود إعجاب جيريمي بينثام لينشئ في عام 1827 فرع للمدرسة في قلعة بروس في توتنهام، لندن. في عام 1833، أغلقت مدرسة هازلوود الأصلية واستمر نظامها التعليمي في مدرسة قلعة بروس الجديدة، والتي كان هيل رئيسًا لها من عام 1827 حتى عام 1839.

### استعمار جنوب أستراليا
كان استعمار جنوب أستراليا مشروعًا لإدوارد جيبون ويكفيلد، الذي اعتقد أن العديد من المشاكل الاجتماعية في بريطانيا نتجت عن الازدحام والاكتظاظ السكاني. في عام 1832، نشر رولاند هيل مسارًا سماه «المستعمرات المنزلية: رسم تخطيطي لخطة الانقراض التدريجي للفقر وتقليص الجريمة» معتمدًا على نموذج هولندي. عمل هيل بعد ذلك من عام 1833 حتى عام 1839 سكرتيرًا للجنة استعمار جنوب أستراليا، التي عملت بنجاح على إنشاء مستوطنة دون مدانين في ما يعرف اليوم بأديلايد. كان الاقتصادي السياسي روبرت تورينس رئيسًا للجنة. بموجب قانون جنوب أستراليا لعام 1834، جسدت المستوطنة أفضل مثل وصفات المجتمع البريطاني، بالاعتماد على الحرية الدينية والالتزام بالتقدم الاجتماعي والحريات المدنية. هاجرت كارولين كلارك -شقيقة رولاند هيل- وزوجها فرانسيس وعائلتهم الكبيرة إلى جنوب أستراليا في عام 1850.

## وصلات خارجية
- رولاند هيل على موقع الموسوعة البريطانية (الإنجليزية)
- رولاند هيل على موقع إن إن دي بي (الإنجليزية)
- Sir Rowland Hill على موقع فايند أغريف